# Néstor Minutti
Néstor Minutti Migliaro (fallecido el 20 de junio de 1977), arquitecto y político uruguayo perteneciente al Partido Nacional.

## Biografía
Graduado como arquitecto en la Facultad de Arquitectura de la Universidad de la República. 
Cooperó con el ingeniero Eladio Dieste en la construcción de la Terminal de Buses de Salto. e integró el Comité Popular Pro Represa de Salto Grande.
En las elecciones de 1971 fue elegido Intendente del departamento de Salto y posteriormente permaneció en el cargo como interventor de la dictadura cívico-militar(1973-1977) hasta fallecer en un accidente aéreo.
En Salto, el Museo del Hombre y la Tecnología lleva su nombre.

## Familia
Su hermano Eduardo, que había sido su asesor, fue posteriormente intendente de Salto en la década de 1990.